# Unsung Heroes
Unsung Heroes peti je studijski album finskog folk metal-sastava Ensiferum. Diskografska kuća Spinefarm Records objavila ga je 27. kolovoza 2012.

## Snimanje i produkcija
U veljači 2012. grupa je u studiju počela snimati tad još neimenovani album. Također je najavila da će obavještavati obožavatelje o novostima preko aplikacije Mobile Twilight Tavern i tjednim studijskim dnevnikom na službenom kanalu Spinefarm Recordsa na YouTubeu.
Dana 8. kolovoza 2012. objavljen je glazbeni spot za pjesmu „In My Sword I Trust”.
Na albumu su, između ostalog, gostovali članovi njemačke heavy metal-skupine Die Apokalyptischen Reiter te finski pjevač i glumac Vesa-Matti Loiri.

## Popis pjesama
| 1.    | »Symbols« (instrumentalna skladba)    |                                 | Petri Lindroos, Emmi Silvennoinen | 1:51  |
| 2.    | »In My Sword I Trust«                 | Sami Hinkka, Kalevala           | Markus Toivonen                   | 5:20  |
| 3.    | »Unsung Heroes«                       | Hinkka                          | Toivonen                          | 5:55  |
| 4.    | »Burning Leaves«                      | Hinkka                          | Toivonen, Hinkka, Lindroos        | 6:04  |
| 5.    | »Celestial Bond«                      | Hinkka                          | Toivonen                          | 4:15  |
| 6.    | »Retribution Shall Be Mine«           | Hinkka                          | Toivonen                          | 4:27  |
| 7.    | »Star Queen (Celestial Bond Part II)« | Hinkka                          | Toivonen, Hinkka                  | 5:55  |
| 8.    | »Pohjola«                             | Yrjö Koskinen, Hinkka, Toivonen | Toivonen, Hinkka                  | 6:05  |
| 9.    | »Last Breath«                         | Hinkka                          | Hinkka                            | 4:30  |
| 10.   | »Passion, Proof, Power«               | Hinkka                          | Toivonen, Hinkka                  | 16:59 |
| 61:21 |                                       |                                 |                                   |       |

## Recenzije
| Recenzije           | Recenzije |
| Izvor               | Ocjena    |
| ------------------- | --------- |
| AllMusic            | [ 6 ]     |
| Chronicles of Chaos | 7/10      |
| Metal Injection     | 7/10      |
| Perun.hr            | 6/10      |
| Sputnikmusic        | 2,5/5     |

Dobio je uglavnom pozitivne i podijeljene kritike. U recenziji za AllMusic Eduardo Rivadavia dao mu je tri i pol zvjezdice od njih pet istaknuvši da se sustav na uratku manje služi „snažnim galopima” nego prije, ali da su zato „ode drevnoj raskoši umjerena ritma poput 'In My Sword I Trust' i 'Burning Leaves' [...] još uzvišenije i veličanstvenije”; međutim, kritizirao je pjesmu „Passion, Proof, Power” izjavivši da je riječ o „neobično nerazboritu skoku u nepoznato”. Johnathan A. Carbon dao mu je sedam bodova od njih deset u osvrtu za Chronicles of Chaos. Napomenuo je da „[u]sprkos [tomu što sadrži] interludije narodne glazbe, velike priče i uobičajen fokus na bitkama, Unsung Heroes dobar [je uradak] i nije nimalo naporan”; također je istaknuo „Passion, Proof, Power” kao „slabu točku” albuma, ali je dodao da se odlikuje „pravim šarmom koji zasjenjuje neobične dijaloge i [glazbena] ubrzanja”. Pišući za Metal Injection, recenzent J. Andrew dao mu je sedam bodova od njih deset izjavivši da „sadrži neke nepotrebne pjesme koje samo ispunjuju prostor albuma, ali je ipak dovoljno čvrst i dosljedno zabavlja”.
U kritičnijem osvrtu za Perun.hr Darjan Koprivnikar dao mu je šest bodova od njih deset izjavivši da je to „još jedna pobjeda za Ensiferum, ali sa toliko puno poraza da ovaj put nije dosegnuta stepenica više” te da su na uratku vidljivi „[l]agani pad kreativnosti i loše koncipirane ideje”. U recenziji za Exclaim! Natalie Zina Walschots zaključila je da „uopće ne zvuči kao Ensiferum” jer je duh skupine „gotovo nestao” te da pjesme zvuče „uštogljeno i umorno”, ali je kao iznimku izdvojila pjesmu „Pohjola”, koja se odlikuje „sjajnom privlačnošću”. Sputnikmusicov recenzent Kyle Ward dao mu je dva i pol boda od njih pet napisavši da „nije katastrofalan, ali je [na njemu skupina] svakako [doživjela] brodolom”, da je to prvi Ensiferumov uradak na kojem pjesme nisu kvalitetno napisane te da je lišen „nadahnuća, predanosti i oblikovanih koncepata”.

## Zasluge
| Ensiferum - Markus Toivonen – gitara, vokal, akustična gitara, dulcimer, buzuki, prateći vokal, zborski vokal - Emmi Silvennoinen – klavijatura, Hammondove orgulje, glasovir, harmonij, prateći vokal - Petri Lindroos – gitara, vokal, prateći vokal - Janne Parviainen – bubnjevi, zborski vokal - Sami Hinkka – bas-gitara, vokal, akustična gitara, prateći vokal Ostalo osoblje - Svante Forsbäck – mastering - Kristian Wåhlin – omot albuma - Helgorth – knjižica albuma - Ritual – logotip | Dodatni glazbenici - Vesa-Matti Loiri – govor (na pjesmi „Pohjola”) - Laura Dziadulewicz – vokal (na pjesmi „Celestial Bond”) - Ulla Bürger – vokal (sopran) (na pjesmi „Passion, Proof, Power”) - Lassi Lógren – nyckelharpa - Timo Väänänen – kantele - Pasi Puolakka – flauta, blokflauta - Kasper Mårtenson – Moogov sintesajzer - Volk-Man – dodatni vokal (na pjesmi „Passion, Proof, Power”) - Ady – dodatni vokal (na pjesmi „Passion, Proof, Power”) - Fuchs – dodatni vokal (na pjesmi „Passion, Proof, Power”) - Tuomas Nieminen – zborski vokal - Petteri Lehikoinen – zborski vokal - Tapio Kuosma – zborski vokal - Mikko P. Mustonen – zborski vokal, orkestracija, aranžman za zbor, zviždanje - Tanja Varha – zborski vokal - Bianca Hösli – zborski vokal - Heidi Parviainen – zborski vokal - Hiili Hiilesmaa – zborski vokal, produkcija, tonska obrada, miksanje - Miska Engström – zborski vokal |

## Ljestvice
| Ljestvica | Najviša pozicija |
| --------- | ---------------- |
| Austrija  | 27.              |
| Finska    | 3.               |
| Njemačka  | 15.              |
| Švicarska | 25.              |